# 重庆市郊铁路渝合线
重庆市郊铁路渝合线，或市郊铁路C1线，是重庆市一条在建的客、货运输地方双线市郊铁路：东起重庆市北碚区磨心坡，接襄渝铁路磨心坡站北场，经合川区土场、草街、钓鱼城、花滩、合阳，西至合川区渭沱镇，接兰渝铁路和遂渝铁路渭沱站，全长57.77公里（正线40.657公里，联络线17.11公里），设土场、草街工业园区、花滩、合阳、黄泥坝5个车站，预留钓鱼城站，采用国铁I级标准，客货共线，设计行车时速160公里/小时；工程项目以PPP投融资模式总投资约76.3亿元人民币，由重庆市自主建设、运营；是构成重庆铁路枢纽西环线、国家成渝都市群城际铁路网规划中重庆“三线四段”的重要组成部分、是国家发改委公布首批8个社会资本投资铁路示范项目之一。
此外，重庆市亦规划将渝合线向北延伸渝合线经武胜、岳池至广安以推动广安融入重庆都市圈。

## 施工进程
2017年12月5日，重庆市交委正式下发《关于新建市郊铁路磨心坡至合川线工程初步设计的批复》，2017年计划开工四个节点工程，包括渭沱货运站场、土场货运站场、嘉陵江特大桥、九峰山遂道。
2017年7月6日，线路重要节点合川渭沱货运站开工建设，线路开始建设，项目建设工期为48个月。
2019年7月18日，渝合线一期工程进入施工招标阶段，包括改建渝左线约6公里、磨心坡北场约2公里；2021年8月28日，渝合线一期工程重要控制性工程之一的磨心坡隧道顺利实现贯通，隧道全长235米，最大埋深21米。
日前，渝合线二期（合川段）施工出现了停滞，至今仍未解决，合川区人民政府在2019、2020年均称将力促市郊铁路渝合线复工。2024年，合川区物铁公司称铁路因可行性研究时间较早、周边情况以及政策、项目投资等发生重大变化而需重新规划。